# Lara Prašnikar
Lara Prašnikar (1998. augusztus 8. –) szlovén női válogatott labdarúgó. A német Eintracht Frankfurt támadója.

## Pályafutása
Az NK Šmartno csapatánál kezdte 7 évesen karrierjét. 2010-ben elhagyta nevelőegyesületét és a ŽNK Rudar Škale gárdájához került, ahol már lányok között érvényesíthette tehetségét és 2013-ban már a felnőtt keret tagjaként vehetett részt a szlovén élvonalban. Két góllal debütált a ŽNK Velesovo elleni 5-0-ra megnyert mérkőzésen. 2014 októberében 20–0 arányban győzedelmeskedett a Rudarral egy szlovén labdarúgókupa mérkőzésen, melyen 8 gólt fűződött nevéhez. Három szezont húzott le a Rudarnál és 77 gólt szerzett.
Egy próbajáték után 2016 augusztusában kétéves szerződést írt alá a Turbine Potsdamhoz. A 2018–2019-es szezonban már az első keret tagjaként bizonyított és 10 találatával klubja legeredményesebb játékosa volt. Egy évvel később a koronajárvány által sújtott 2019–20-as idényben 15 gólt termelt.
Az Eintracht Frankfurthoz 2020 júliusában kötelezte el magát két évre. 2022 elején szerződését meghosszabbították 2025-ig.

### A válogatottban
2015. március 6-án az Egyesült Államok ellen 0–1 arányban elveszített találkozón mutatkozott be a szlovén válogatottban.

## Sikerei, díjai

### A válogatottban
Szlovénia
- Isztria-kupa aranyérmes (1): 2019[7]

### Egyéni
Az év játékosa (1): 2022

## Magánélete
Édesapja korábban játékosként, majd vezetőedzőként tevékenykedett. Edzőként hat bajnoki címhez és három kupagyőzelemhez segítette együtteseit.